# Batalha de Crisópolis

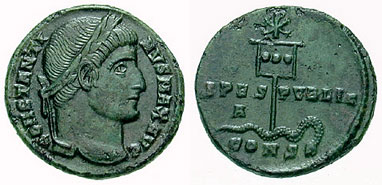
Fólis de Constantino (c. 337) mostrando uma imagem do seu lábaro com o estandarte espetando a serpente

A Batalha de Crisópolis foi travada em 18 de setembro de 324 no que é hoje a Turquia, entre dois coimperadores romanos, Constantino (r. 306–337) e Licínio (r. 308–324). Os combates ocorreram em Crisópolis, (atualmente Üsküdar), perto da cidade de Calcedónia (atualmente Kadıköy), que hoje são distritos urbanos no lado asiático (oriental) de Istambul.
A batalha foi o recontro final entre os dois coimperadores. Depois de ter sido derrotado na Batalha do Helesponto, Licínio retirou as suas tropas de Bizâncio para Calcedónia, no outro lado do Bósforo, então parte da província da Bitínia. Constantino seguiu-o e venceu a batalha que se sucedeu. Esta vitória deixou Constantino como o único imperador, acabando assim o período da Tetrarquia.

## Antecedentes
A marinha de Licínio sofreu uma derrota catastrófica na Batalha do Helesponto. O seu almirante, Abanto, foi vencido pelo filho de Constantino, Crispo, apesar da frota deste ser significativamente mais pequena. A seguir a esta vitória naval, Constantino atravessou o estreito para a Ásia Menor, usando uma flotilha de transportes leves, a fim de evitar o exército inimigo, o qual, sob o comando de Marciniano, recentemente nomeado coimperador por Licínio, vigiava a costa em Lâmpsaco, na parte norte do Helesponto.
Depois da destruição das suas forças navais, Licínio evacuou a sua guarnição de Bizâncio e juntou-se ao grosso do seu exército em Calcedónia, na costa asiática do Bósforo. Daí convocou as forças de Marciniano e um bando de visigodos liderados por Alíquaca (ou Alica) para que reforçassem o seu exército principal, o qual estava enfraquecido pela derrota anterior na Batalha de Adrianópolis.

## Batalha
O exército de Constantino desembarcou na margem asiática do Bósforo num local chamado Promontório Sagrado e marchou para sul em direção a Calcedónia. Licínio moveu o seu exército alguns quilómetros para norte, em direção a Crisópolis. As tropas de Constantino alcançaram os arredores desta cidade antes das forças de Licínio. Depois de se retirar para a sua tenda para procurar orientação divina, Constantino decidiu tomar a iniciativa. O aspeto religioso do conflito refletiu-se no facto das tropas de Licínio usarem imagens dos deuses pagãos de Roma, que faziam questão de ostentar, enquanto que as forças de Constantino combateram sob o estandarte "talismânico" cristão, o lábaro.
Licínio tinha desenvolvido um receio supersticioso do lábaro e proibiu as suas tropas de o atacarem ou olharem para ele. Ao que parece, Constantino evitou usar quaisquer manobras subtis, lançou um único assalto frontal massivo contra as tropas de Licínio e pô-las em debandada. A vitória foi decisiva, naquilo que foi uma batalha em grande escala. O historiador Zósimo (século V-VI) escreveu que «houve uma grande matança em Crisópolis». As baixas do exército de Licínio ter-se-iam cifrado  entre 25 e 30 mil mortos, a que se somaram muitos milhares que desertaram ou se puseram em fuga. Licínio conseguiu escapar e reuniu cerca de 30 000 soldados sobreviventes na cidade de Nicomédia.

## Consequências

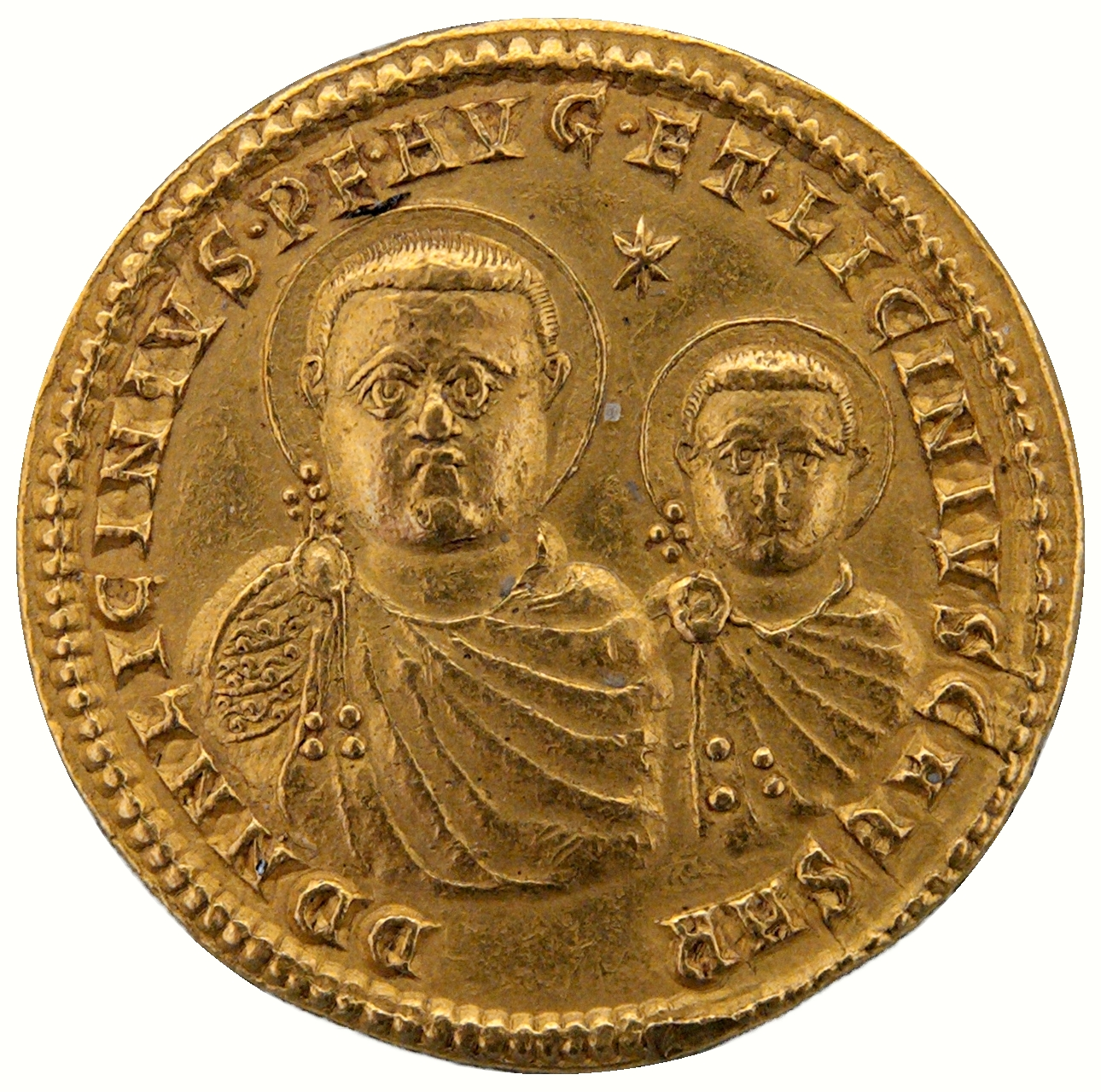
Licínio e seu filho com halos numa moeda de ouro de 320 cunhada em Nicomédia

Reconhecendo que as tropas que lhe restavam em Nicomédia não resistiriam ao confronto com o exército vitorioso de Constantino, Licínio foi persuadido a entregar-se à mercê do seu inimigo. Constância, a mulher de Licínio e meia-irmã de Constantino, atuou como intermediária. Inicialmente Constantino atendeu os pedidos da sua irmã e poupou a vida ao cunhado, mas alguns meses depois mandou executá-lo, quebrando o juramento solene que fizera. Um ano depois seria a vez do filho de Licínio, sobrinho de Constantino, o jovem Licínio II, ser vítima da raiva ou suspeitas do tio.
Com o desaparecimento do sobrinho, Constantino tornou-se o único imperador do Império Romano, o primeiro desde a elevação de Maximiano ao estatuto de augusto por Diocleciano, em abril de 286. Depois da conquista da parte oriental do Império Romano, Constantino tomou uma das decisões que o tornou mais famoso: dar a essa parte do império uma capital e torná-la a segunda capital imperial. Para isso escolheu Bizâncio, que foi rebatizada de Constantinópolis ou Nova Roma.